# Bertini
Bertini je priimek več oseb:
- Gary Bertini, romunsko-izraelski dirigent
- Henri Bertini, francoski skladatelj in pianist
- Iader Bertini, italijanski rimskokatoliški škof